# Manota simplex
Manota simplex är en tvåvingeart som beskrevs av Heikki Hippa 2006. Manota simplex ingår i släktet Manota och familjen svampmyggor. Inga underarter finns listade i Catalogue of Life.